# Salaire d'efficience
 (février 2025).
Le salaire d'efficience est un concept d'économie et une théorie selon laquelle le salaire versé aux salariés est parfois plus élevé que nécessaire car cela permet à l'employeur d'inciter le salarié à être plus productif. Il s'agit d'une théorie clef de l'économie du travail.

## Concept
Le salaire d'efficience est, selon la nouvelle économie keynésienne, une des raisons pour lesquelles les marchés ne peuvent s'ajuster automatiquement. Une partie du chômage s'expliquerait par le fait que les salaires versés à certains salariés seraient supérieurs à leur productivité marginale.
L'idée de salaire d'efficience est que la productivité d'un travailleur dépend du salaire qui lui est versé, et non l'inverse. Cela renverse la proposition de la microéconomie classique, selon laquelle, pour maximiser les profits, le patron doit rémunérer le travailleur à sa productivité marginale, c'est-à-dire au supplément de production qui résulte de son travail. 

## Historique
Cette notion apparaît très tôt en économie :  on peut retrouver un premier emploi du terme chez Alfred Marshall en 1890. Sidney Webb l'avait aussi avancée dans un article de 1912 ; Marc Lavoie parle même d'un « effet Webb ». Les travaux d'économie du développement d'Harvey Leibenstein le dépoussièrent en 1957.
La théorie se diffuse dans les années 1980, notamment à partir de l'article de Janet Yellen Efficiency Wage Models of Unemployment. Elle se développe dans le cadre du nouveau keynésianisme, notamment avec les économistes Carl Shapiro et Joseph Stiglitz dans un article de 1984, Equilibrium unemployment as a worker discipline device. 
Dans le cas des pays en développement, Leibenstein montre qu'augmenter les salaires permet aux travailleurs de mieux se nourrir et donc d'être plus efficaces, d'où une hausse de la productivité. Dans le cas des pays développés, l'analyse est plus complexe.

## Explications

### Coûts de rotation de la main-d’œuvre et salaire d'efficience
Selon la théorie de la concurrence pure et parfaite, la mobilité des travailleurs se fait sans coûts (pour ces derniers et pour les entreprises). Or on peut avancer qu'il existe en réalité des coûts d'embauche, selon les modèles de Salop (1979) et Stiglitz (1985), de licenciement, de formation des nouveaux entrants, etc. En somme toute une série de coûts liée à la rotation de la main-d’œuvre (turn-over). Pour ces raisons, un employeur pourrait vouloir payer ses employés à un salaire supérieur à celui du marché du travail pour les inciter à rester dans l'entreprise et ainsi limiter ces coûts de turn-over. C'est aussi une manière de retenir les travailleurs les plus productifs.
Cette explication accrédite le modèle insiders-outsiders (Dennis Snower et Assar Lindbeck, 1989). On observe une dualisation du marché du travail avec d'un côté les insiders qui disposent d'un pouvoir sur le marché du travail, aux dépens des outsiders (précaires et chômeurs).

### Liées aux asymétries d'informations
Les asymétries d'informations sur le marché du travail peuvent avoir deux conséquences : l'anti-sélection (selon une théorie de A.Weiss, 1980) et l'aléa moral (selon une théorie de Shapiro et Stiglitz, 1984). L'asymétrie d'information est un cas d'information imparfaite, quand les agents ne disposent pas de la même quantité ou qualité d'information.
Quand l'employeur décide d'embaucher un travailleur, il ne peut pas déterminer précisément à l'avance la productivité de ce dernier, on est dans un cas d'anti-sélection. L'employeur peut vouloir se prémunir du risque d'embaucher un travailleur faiblement productif en fixant un salaire plafond pour limiter ses pertes en cas de mauvais choix. Mais dans ce cas là les travailleurs très productifs, qui eux savent qu'ils valent réellement plus que ça, se retirent du marché. Et l'employeur ne se retrouve plus qu'avec des postulants peu productifs.
On appelle aléa moral toute modification du comportement d'un cocontractant contraire à l'intérêt général ou aux intérêts des autres parties prenantes du contrat, par rapport à la situation qui prévalait avant la conclusion du contrat. Ici, si le travailleur sait que l'employeur n'a que peu de moyen pour évaluer et contrôler sa productivité, ce travailleur supporte un aléa moral, car il sait qu'il pourrait travailler à une productivité inférieure à ce que lui demande son contrat, sans en ressentir aucune conséquence négative.
C'est dans les solutions dont dispose l'employeur pour parer ces asymétries d'informations que se trouve le concept de salaire d'efficience. Pour contrer l'anti-sélection l'employeur peut avoir intérêt à accepter de payer un salaire supérieur à ce qui prévaut sur le marché du travail en supposant que le salaire de réservation est un indicateur de la productivité des postulants. De la même manière, contre l'aléa moral du travailleur tire-au-flanc, un salaire supérieur au salaire de la concurrence peut inciter ce dernier à augmenter sa productivité afin de conserver cet avantage.

## Débats et critiques

### Interprétation néo-keynésienne
En permettant de comprendre l'existence de salaires supérieurs aux salaires de la concurrence, la notion de salaire d'efficience peut alors expliquer un chômage dû aux comportements stratégiques des employeurs. En effet si tous les employeurs adoptent cette stratégie le prix d'équilibre sur le marché du travail augmente ce qui réduit la demande de travail et donc augmente le chômage. Cette approche s'oppose à la microéconomie classique, selon laquelle le chômage est dû soit aux rigidités du marché du travail, soit à l'existence d'une protection sociale qui augmente le salaire de réservation.

### Interprétation post-keynésienne
L'école post-keynésienne admet l'effet Webb, c'est-à-dire qu'une hausse du salaire permet d'augmenter la productivité des travailleurs en moyenne. Elle refuse toutefois d'en tirer la conclusion que cela causerait du chômage.

### Validité empirique
Une méta-analyse réalisée par Krassoi Peache et Stanley en 2009 montre que les études économétriques les plus robustes mettent en évidence un effet positif de la hausse du salaire réel sur la productivité. L'élasticité serait de 0,31. Cela est cohérent avec une étude de Seccareccia de 1991, qui estimait à partir de données canadiennes que l'élasticité était de 0,34 : l'augmentation du salaire réel avait un effet positif et important sur l'emploi dans le secteur industriel, de telle manière qu'une augmentation du niveau des salaires réels de 10% conduisait à une augmentation de 1,3% du niveau d'emplois.